# Wiener Rupert-Riedl-Preis
Der Wiener-Rupert-Riedl-Preis, auch Wiener Rupert-Riedl-Preis für interdisziplinäre Diplomarbeiten und Dissertationen, ist ein österreichischer Wissenschaftspreis.

## Überblick
Der Wiener-Rupert-Riedl-Preis wird seit 2003 vom Club of Vienna, einer internationalen Vereinigung zur Förderung interdisziplinärer Forschung, gemeinsam mit der Stadt Wien, für den Einsatz für das Unwiederbringliche in der Natur und in der Umwelt verliehen. 
Der nach Rupert Riedl benannte Preis war bisher mit 3 × 1.000 Euro dotiert.
Gefördert werden abgeschlossene, interdisziplinäre und praxisbezogene Arbeiten aus Naturwissenschaften, Wirtschafts-, Ingenieur-, Sozial- und Geisteswissenschaften. Der Preis ist von Sponsoren gestiftet.

## Kriterien der Preiswürdigkeit
Das wichtigste Kriterium der Preiswürdigkeit ist die Verankerung des Werkes in der evolutionären Erkenntnistheorie. Arbeiten, die dieses Kriterium nicht erfüllen, werden vom Wettbewerb ausgeschlossen.
- Verankerung in der Evolutionstheorie
- Interdisziplinarität
- Verknüpfung mit Fragen nach Ursachen und Regulierung des Wachstums
- Einbettung in den lebendigen Fluss der gesellschaftlichen Praxis
- gesellschaftspolitische Relevanz
- wissenschaftliche Exzellenz
  - Sprache (bedeutungstragend, präzise, knapp)
  - erkenntnisleitende Fragen
  - Thesen und Argumentation
  - Stand der Wissenschaft
  - angewandte Methoden

## Preisträger
- 2003
  - Jakob Egger: „Verkehrsaufkommen und Beschäftigungseffekte von kleinräumigen innerstädtischen Strukturen im Vergleich zu großräumigen außerstädtischen peripheren Strukturen“
- 2004
  - Manfred Drack „Bionik und Ecodesign. Untersuchung biogener Materialien im Hinblick auf Prinzipien, die für eine umweltgerechte Produktionsgestaltung nutzbar sind“ (Dissertation)
  - Heike Schiebeck „Wandern über die Grenzen eine humangeographische Fallstudie“
  - Sabine Höllersberger „Nachhaltiger Tourismus als Entwicklungsstrategie unter besondere Berücksichtigung von Pro-Poor Tourismus“
- 2005
  - Anja Aichinger, Ulrike Neureiter „Der Kurzpark. Ein Volksgarten update.“ Technische Universität Wien; Fakultät für Architektur u. Raumplanung
  - Antje Bultmann „Zivilcourage und Whistleblowing für den Erhalt der Natur und den sozialen Frieden“
  - Harald A. Friedl „Die Vertretbarkeit von Ethnotourismus am Beispiel der Tuareg der Region Agadez, Republik Niger (Westafrika). Eine Evaluation aus Sicht der angewandten Tourismusethik.“ Universität Graz; Institut für Philosophie
- 2006
  - Christine Rottenbacher „Bewegter Planungsprozess. Gemeinsames Erleben führt zu einer gemeinsam vereinbarten Wirklichkeit im Planungsprozess“
  - Michaela Wiesinger „Grenzen des Ressourcendurchsatzes und Bevölkerungswachstums der verschiedenen Länder der Welt“
  - Birgit Zitzler „Die Wirkung von Musik auf Körper und Psyche unter Berücksichtigung situationsbedingter, persönlichkeitsspezifischer und musikimmanenter Einflussfaktoren. Funktionen und Zielsetzungen von Musik in der Rhythmisch-musikalischen Erziehung“
- 2007
  - Zelimir Ðordevic „Musik aus evolutionstheoretischer Sicht“
  - Harald Paukovits „Die Rolle der Unternehmensberater bei der Diffusion von Managementinnovationen. Eine Analyse aus Sicht der Diffusionstheorie und des Neoinstitutionalismus“
  - Elisabeth Gotschi „Farmer Groups in Búzi District, Mozambique: Social Capital Development in the Smallholder Sector“
- 2015
  - Barbara Beinstein: „Das Potenzial der institutionellen Ökonomie für die Erklärung sozialer Ungleichheit und die Weiterentwicklung der Armutsforschung“
  - Petra Gruber: „Biomimetics in Architecture [Architekturbionik] - Architecture of Life and Buildings“
- 2016
  - Annika Huber: „Empathic-like responding in dogs (Canis familiaris) to emotional sounds of humans and conspecifics“
  - David Beraha: „Culture at large: the fundamental (f)laws of evolutionary psychology“
- 2017
  - Sarah Bitschnau: „Evolutionäre Voraussetzungen der Menschenwürde unter Berücksichtigung lebensgeschichtlicher und kultureller Aspekte“
  - Christoph Meißelbach: „Die Evolution der Kohäsion. Anthropologische Grundlagen der Sozialkapitaltheorie“
- 2019
  - Roman O. Jordan: „Physik und Biologie der Erkenntnis. Die Natur-und Wissenschaftsphilosophie von Carl Friedrich von Weizäcker und Rupert Riedl“
  - Bettina Ludwig: „Jäger Sammler Forschung: Über den Zusammenhang zwischen Spurenlesen und wissenschaftlichem Schlussfolgern“
  - Robin Markawica: „Emotionale Entscheidungen: Wie die Logik der Gefühle Diplomatie beeinflusst“
- 2020 
  - Christina Oettmeier: „Integrierte Mechanismen des zellulären Verhaltens: Zellbiologie und biologische Physik des Schleimpilzes Physarum polycephalum“
- 2021
  - Bernd Bernegger: „Thomas S. Kuhn und Intelligent-Design-Kreationismus (IDK)“
  - Jana Meixner: „Hunde-gestützte Interventionen in der Sonderpädagogik – Eine systematische Übersichtsarbeit“
  - Alice Auersperg: „Flexibler Werkzeuggebrauch beim Goffin Kakadu“
- 2022
  - Pamela Burger: „Evolutionary history and domestication in Old World camels“
- 2023
  - Marisa Hoeschele: „Cross-species studies on the origins of musicality“
- 2024
  - Stephan Köstlbacher: „Uncovering the hidden diversity and ancestral states of Chlamydiae genomes“